# Municipio de Liberty (condado de Woodbury)
El municipio de Liberty (en inglés: Liberty Township) es un municipio ubicado en el condado de Woodbury en el estado estadounidense de Iowa. En el año 2010 tenía una población de 1062 habitantes y una densidad poblacional de 9,38 personas por km².

## Geografía
El municipio de Liberty se encuentra ubicado en las coordenadas 42°21′7″N 96°19′36″O / 42.35194, -96.32667. Según la Oficina del Censo de los Estados Unidos, el municipio tiene una superficie total de 113.26 km², de la cual 109,25 km² corresponden a tierra firme y (3,54 %) 4,01 km² es agua.

## Demografía
Según el censo de 2010, había 1062 personas residiendo en el municipio de Liberty. La densidad de población era de 9,38 hab./km². De los 1062 habitantes, el municipio de Liberty estaba compuesto por el 96,33 % blancos, el 0,75 % eran amerindios, el 0,85 % eran asiáticos y el 2,07 % eran de una mezcla de razas. Del total de la población el 1,13 % eran hispanos o latinos de cualquier raza.